# Copa Intercontinental 1978
La Copa Intercontinental 1978 iba a ser la 18.ª edición del torneo. Esta iba a enfrentar al campeón de Europa, Liverpool, ante el campeón de Sudamérica, Boca Juniors. Se supone que se iban a jugar dos partidos, uno en La Bombonera, y el otro en Anfield.
El Liverpool alegó problemas de calendario, como en la Copa Intercontinental 1977, en la que jugó el subcampeón europeo de ese año Borussia Mönchengladbach. En esta edición el Club Brujas (subcampeón de la Copa de Campeones de Europa 1977-78) también tuvo problemas y se negaron a disputar los encuentros.
El campeón quedó vacante, igual que en 1975.

## Equipos participantes
| UEFA (Europa)         |  | Liverpool    |  | Campeón de la Copa de Campeones de Europa (1977-78) |
| CONMEBOL (Sudamérica) |  | Boca Juniors |  | Campeón de la Copa Libertadores de América (1978)   |

Boca Juniors clasificó a esta competencia tras obtener la Copa Libertadores 1978 ganando la final ante el Deportivo Cali de Colombia. En el partido de ida empató 0 a 0 en el Olímpico Pascual Guerrero y en la vuelta ganó Boca 4 a 0 en La Bombonera.
Liverpool, por su parte, clasificó gracias a la obtención de la Copa de Campeones de Europa 1977-78 donde le ganó la final al Club Brujas por 1 a 0 en el mítico antiguo estadio Wembley.